# قرار مجلس الأمن التابع للأمم المتحدة رقم 2067
قرار مجلس الأمن التابع للأمم المتحدة رقم 2067، المتخذ بالإجماع في 18 سبتمبر 2012.

## روابط خارجية
- نص القرار في undocs.org